# Ананий Шарков
Ананий Станков Шарков е български опълченец, участник в Руско-турската война (1877 – 1878).

## Биография
Ананий Шарков е роден през 1846 г. в град Кюстендил. След обявяване на Руско-турската война в 1877 година постъпва в V дружина на Българското опълчение на 6 април 1877 г. Участва в разгрома на турците при село Ветрен, Казанлъшко, на 4 юли, при Казанлък на 5 юли, в боевете при Стара Загора на 19 юли, при отбраната на Шипченския проход от 9 до 12 август и в сраженията при Шейново на 28 декември 1877 г., където е ранен в крака и ръката. Награден е с медал. Уволнен е на 21 юни 1878 г. След войната живее в селата Каменичка Скакавица и Полска Скакавица. Получава пенсия като опълченец.